# 厚狭幹部交番

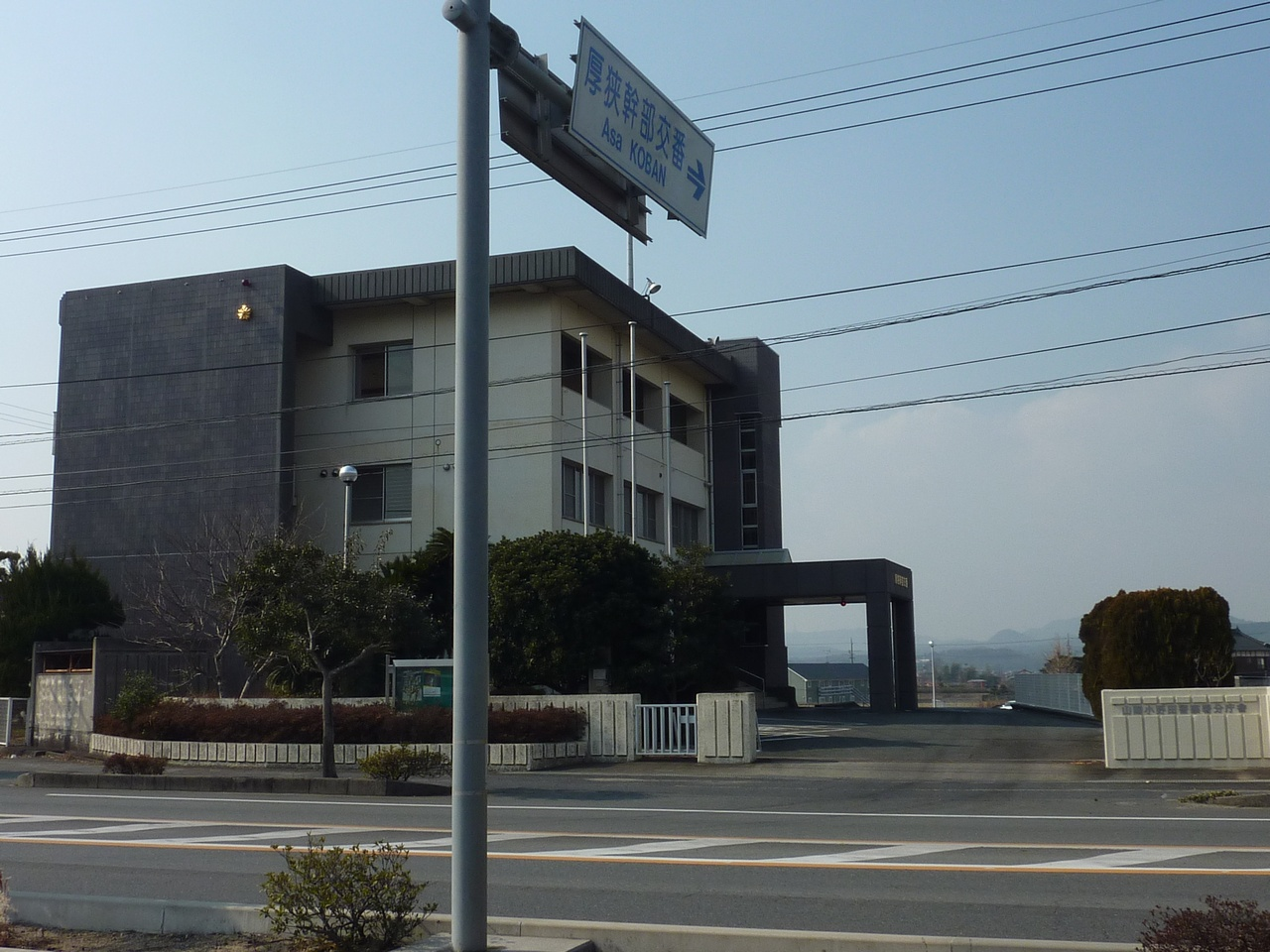
厚狭幹部交番（2011年）

厚狭幹部交番（あさかんぶこうばん）は、山口県警山陽小野田警察署管内の主要交番。かつては厚狭警察署（あさけいさつしょ）という独立した警察署であった。

## 所在地
- 山口県山陽小野田市厚狭946番地1

## 管轄区域
- 山口県山陽小野田市（山陽地区）

## 沿革

### 前史
- 1884年10月16日 - 当時の厚狭・鴨庄・郡・山川・山野井の5村（後の厚狭町）の管轄を赤間関警察署から船木警察署に移管。
- 1886年9月 - 船木警察署の管轄が厚狭郡全域に拡大。
- 1887年12月 - 船木警察署厚狭駐在所を設置。
- 1902年4月29日 - 厚西村巡査部長派出所を設置。
- 1917年5月22日 - 厚西村厚狭巡査部長派出所に改称。
- 1926年7月1日 - 船木警察署の管轄から宇部市・小野田町を除外。

### 自治体警察時代
- 1948年3月7日 旧警察法に基づき自治体警察として当時の厚狭町が厚狭町警察署を設置。
- 1951年8月23日 住民投票の結果、厚狭町警察署の廃止を決定。賛成は2,808票、反対は552票、無効票は76票。

### 厚狭警察署時代
- 1951年10月15日 厚狭町警察署を廃止し、国家地方警察山口県本部の厚狭西地区警察署を設置。当時の管轄は厚狭町・埴生町・王喜村・吉田村の4町村。
- 1954年7月1日 改正警察法施行に伴い、山口県警察の厚狭警察署に改称。
- 1955年7月1日 厚狭郡王喜村・吉田村が下関市（当時）に編入合併されたため、同区域を長府警察署へ移管。
- 2009年4月1日 山陽小野田警察署（同日付で小野田警察署から改称）に統合され、厚狭幹部交番に移行。厚狭駅前交番を厚狭幹部交番厚狭駅前連絡所に降格。

## 交番
（）の中は所在地。
- 埴生交番（山陽小野田市埴生）

## 駐在所
（）の中は所在地。
- 出合駐在所（山陽小野田市山野井）
- 渡場駐在所（山陽小野田市郡）

## 警察官連絡所
（）の中は所在地。
- 厚狭駅前連絡所（山陽小野田市厚狭）
- 梶連絡所（山陽小野田市郡）
- 津布田連絡所（山陽小野田市津布田）